# Yuri (nome)
Yuri  è un nome proprio di persona italiano maschile.

## Varianti
- Maschili: Iuri[1], Juri[1][3], Jury[3], Jurij[3], Yari[1][2]

### Varianti in altre lingue
- Bielorusso: Юрый (Juryj)[4]
- Ceco: Jiří[4]
- Croato: Juraj[4], Jure[4], Juro[4], Đuro[4], Đurađ[4]
- Estone: Jüri[4]
- Finlandese: Jyri[4]
- Russo: Юрий (Jurij)[4]
- Slovacco: Juraj[4]
- Sloveno: Jure[4], Jurij[4]
- Ucraino: Юрій (Jurij)[4]

## Origine e diffusione
È un adattamento di Юрий (Jurij), la forma russa del nome Giorgio, e fa parte quindi di quella gamma di nomi slavi giunti in Italia nel corso del XX secolo, come Danilo, Ivan, Katia, Lara, Marika, Milena, Mirko, Nadia, Natascia e Sonia. La sua adozione in Italia, più che al suono o al fascino esotico, è dovuta probabilmente alla fama del cosmonauta sovietico Jurij Gagarin, che nel 1961 fu il primo uomo a viaggiare nello spazio.
La forma Yari, molto rara, è un adattamento fonetico basato sulla pronuncia inglese del nome.
Va notato che ゆり (Yuri) è anche un nome giapponese femminile, e più raramente maschile, che solitamente vuol dire "giglio".

## Onomastico
L'onomastico si festeggia lo stesso giorno di Giorgio, cioè generalmente il 23 aprile in memoria di san Giorgio, martire a Lidda sotto Diocleziano.

## Persone
- Yuri Ahronovich, direttore d'orchestra israeliano
- Yuri Confortola, pattinatore di short track italiano
- Yuri da Cunha, cantante angolano
- Yuri Floriani, atleta italiano
- Yuri Landman, liutaio, musicologo e fumettista olandese
- Yuri Ruley, batterista statunitense

### Variante Juri
- Juri Alvisi, ciclista su strada italiano
- Juri Biordi, calciatore sammarinese
- Juri Camisasca, cantautore italiano
- Juri Judt, calciatore kazako naturalizzato tedesco
- Juri Schlünz, calciatore e allenatore di calcio tedesco
- Juri Tamburini, calciatore italiano

### Variante Jurij

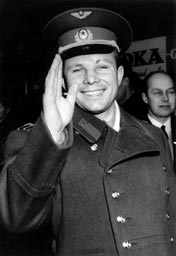
Jurij Gagarin

- Jurij di Mosca, principe di Mosca e Gran Principe di Vladimir
- Jurij Andropov, politico sovietico
- Jurij Averbach, scacchista russo
- Jurij Balašov, scacchista russo
- Jurij Bašmet, violinista e direttore d'orchestra russo
- Jurij Berežko, pallavolista russo
- Jurij Egorov, pianista russo naturalizzato olandese
- Jurij Gagarin, cosmonauta e aviatore sovietico
- Jurij Marusik, aracnologo russo
- Jurij Norštejn, regista russo
- Jurij Pančenko, pallavolista russo

### Variante Yari
- Yari Gugliucci, attore italiano
- Yari Selvetella, scrittore e giornalista italiano
- Yari Silvera, calciatore uruguaiano

### Altre varianti
- Juriy Cannarsa, calciatore italiano
- Jury Chechi, ginnasta italiano
- Iuri Filosi, ciclista su strada italiano
- Jüri Vips, pilota automobilistico estone

## Il nome nelle arti
- Yuri Tsukikage è un personaggio della serie anime HeartCatch Pretty Cure!.
- Yuri Plisetsky e Yuri Katsuki sono personaggi della serie anime Yuri!!! on Ice.
- Yuri è un personaggio della serie anime e della serie di manga di Yarichin Bitch Club.
- Yuri è un personaggio della serie manga e anime Marmalade Boy - Piccoli problemi di cuore.